# Željko Joksimović
Željko Joksimović (sârbă: Жељко Јоксимовић) (n. 20 aprilie 1972, Belgrad) este un cântăreț sârb. 

## Biografie
Željko Joksimović s-a născut la 20 aprilie 1972 în Belgrad. La Concursul Muzical Eurovision 2004 din Istanbul a reprezentat Serbia și Muntenegru. Iar în 2012 a reprezentat Serbia la Concursul Muzical Eurovision 2012 din Baku. La ambele participări a avut un mare succes luând la Concursul Muzical Eurovision 2004 locul 2 cu 263 de puncte, iar la Concursul Muzical Eurovision 2012 luând locul 3 cu 214 puncte.